# Abdelhamid Bouchnak
Abdelhamid Bouchnak (arabe : عبد الحميد بوشناق), né en 1984 à Tunis, est un réalisateur tunisien.

## Biographie
Abdelhamid Bouchnak est le fils du chanteur tunisien Lotfi Bouchnak. Il effectue ses études à l'École supérieure de l'audiovisuel et du cinéma (ESAC) à Gammarth. Il poursuit ensuite ses études à l'université de Montréal, où il obtient un diplôme en études cinématographiques.
Ensuite, il devient réalisateur au sein de la société Shkoon Production.

## Travaux
Après la réalisation de plusieurs travaux cinématographiques, tels que la web-série Ta7ana, la série télévisée, Hedhoukom et des courts métrages (Alliance en 2011 et Bonbon en 2016), il réalise Jadis Kerkouane, un docufiction historique,.
En 2018, il réalise son premier long métrage, Dachra. Ce dernier est sélectionné à la Semaine internationale de la critique (it) de la Mostra de Venise 2018, où il est le film de clôture.
En 2019, il réalise la saison 1 de la série Nouba, diffusée sur Nessma durant le mois du ramadan. La saison 2 de la même série, intitulée Ochèg Eddenia, est diffusée en 2020 sur Attessia TV et la plateforme Artify.
En 2021, il réalise la série Ken Ya Makenech durant le mois du ramadan et diffusée sur la Télévision tunisienne 1. Son film Papillon d'or, choisi pour représenter la Tunisie pour la course à l'Oscar du meilleur film international lors des Oscars 2022, remporte le prix du jury du meilleur décor et effets lors des Journées cinématographiques de Carthage.
Son second long métrage, L'Aiguille, sort en décembre 2023 en Tunisie et raconte l'histoire d'un couple et de leur nouveau-né intersexué.
En 2024, il réalise la série Ragouj diffusée sur Nessma.